# 骨女

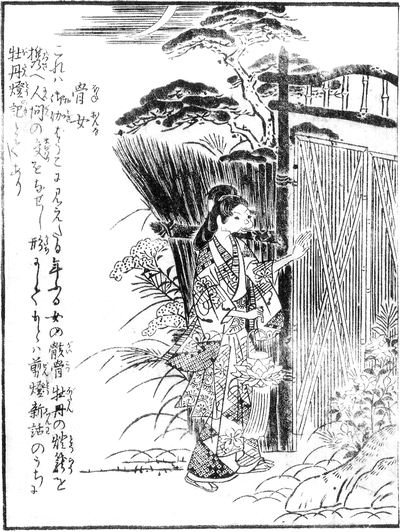
鳥山石燕『今昔画図続百鬼』より「骨女」

骨女（ほねおんな）は、鳥山石燕の妖怪画集『今昔画図続百鬼』に描かれている日本の妖怪。

## 概要
その名の通り、骸骨の姿をした女性の妖怪として描かれている。
石燕による『今昔画図続百鬼』の解説文によれば、「御伽ばうこ」なる話に、歳を経た女の骸骨が牡丹の柄の入った提灯を持ち、生前恋していた男の家に通って男と交わる話がある、と述べられている。すなわちこれは、浅井了意の著書『伽婢子』に収められている怪談『牡丹灯籠』の女の亡霊・弥子を描いたものである。『伽婢子』によれば、萩原新之丞という男が美女の姿の弥子と出会い、毎晩のように情事を交わすが、ある晩に隣りの老人がそれを覗き見ると、それは新之丞と骸骨が抱き合っているという奇怪な場面だったという。
また、山田野理夫の著書『東北怪談の旅』にも、青森県の怪談として骨女という名の妖怪の話が登場する。これは安政時代、周囲から醜いといわれていた女が、死後は骸骨の容姿が良いので、人々に見せるために町中を骸骨の姿で歩き回ったという。魚の骨が好物で、高僧に出会うと崩れ落ちてしまうという。ただし、この話の骨女は石燕の描いたものとは別であると指摘されている。